# Leucopis punctella
Leucopis punctella är en tvåvingeart som först beskrevs av Zetterstedt 1838.  Leucopis punctella ingår i släktet Leucopis och familjen markflugor. Arten är reproducerande i Sverige. Inga underarter finns listade i Catalogue of Life.